# Varanus olivaceus
Varanus olivaceus är en ödleart som beskrevs av Hallowell 1857. Varanus olivaceus ingår i släktet Varanus och familjen Varanidae. IUCN kategoriserar arten globalt som sårbar. Inga underarter finns listade i Catalogue of Life.
Arten förekommer på norra Filippinerna, bland annat på Luzon och Polillo. Den vistas i låglandet och i kulliga områden upp till 400 meter över havet. Honor lägger ägg.